# Neoamerioppia pectigera
Neoamerioppia pectigera är en kvalsterart som först beskrevs av Hammer 1961.  Neoamerioppia pectigera ingår i släktet Neoamerioppia och familjen Oppiidae. Inga underarter finns listade i Catalogue of Life.